# Pierre Louis Rouillard
Pour les articles homonymes, voir Rouillard.
Pierre Louis Rouillard, né le 16 janvier 1820 à Paris, où il est mort dans le 14e arrondissement le 2 juin 1881, est un sculpteur français.
Contrairement à la plupart des sculpteurs animaliers de sa génération, il ne produisit que très peu de petits bronzes, privilégiant les œuvres monumentales réalisées en pierre, bronze ou fonte de fer.

## Biographie

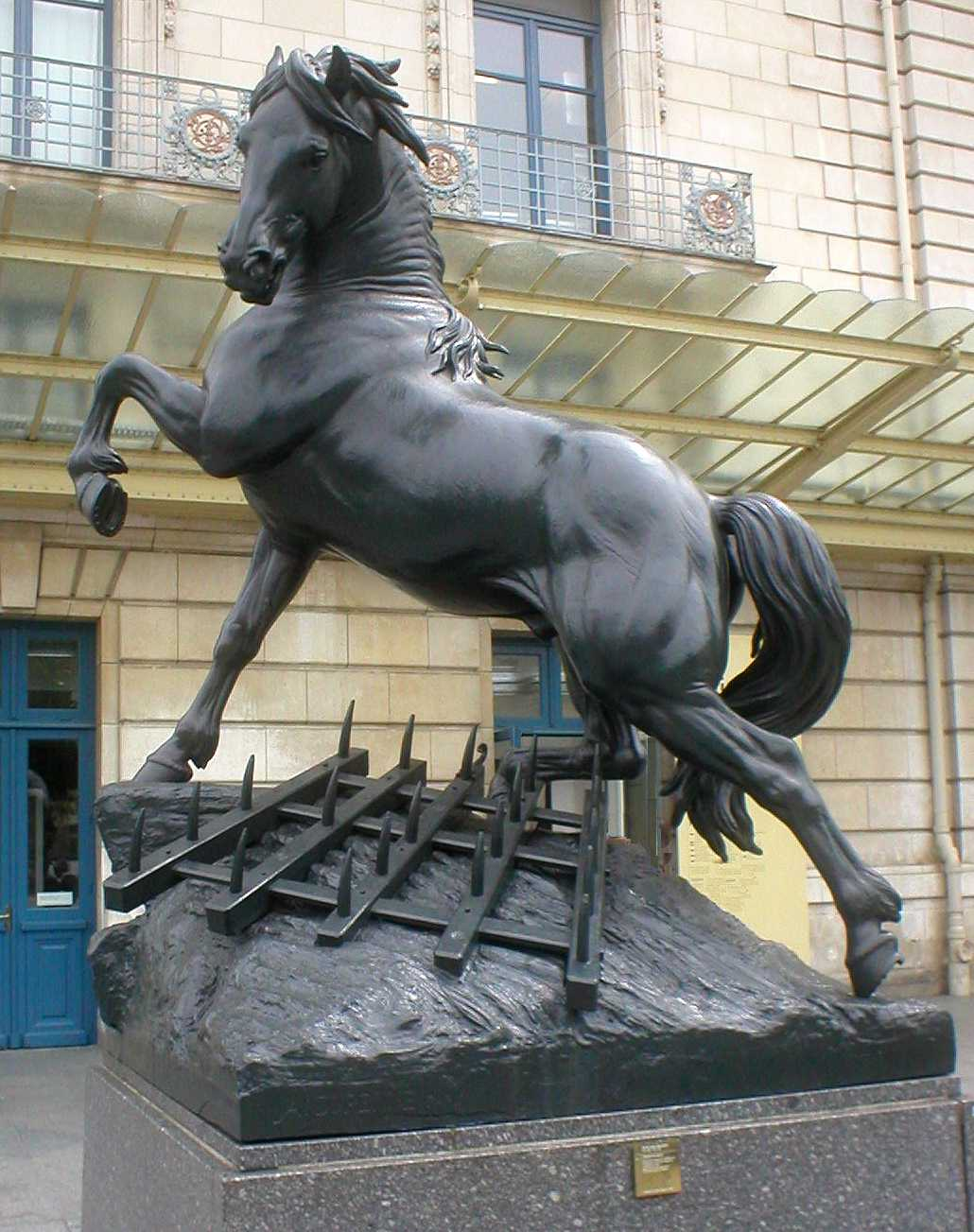
Cheval à la herse (1878), Paris, musée d'Orsay.

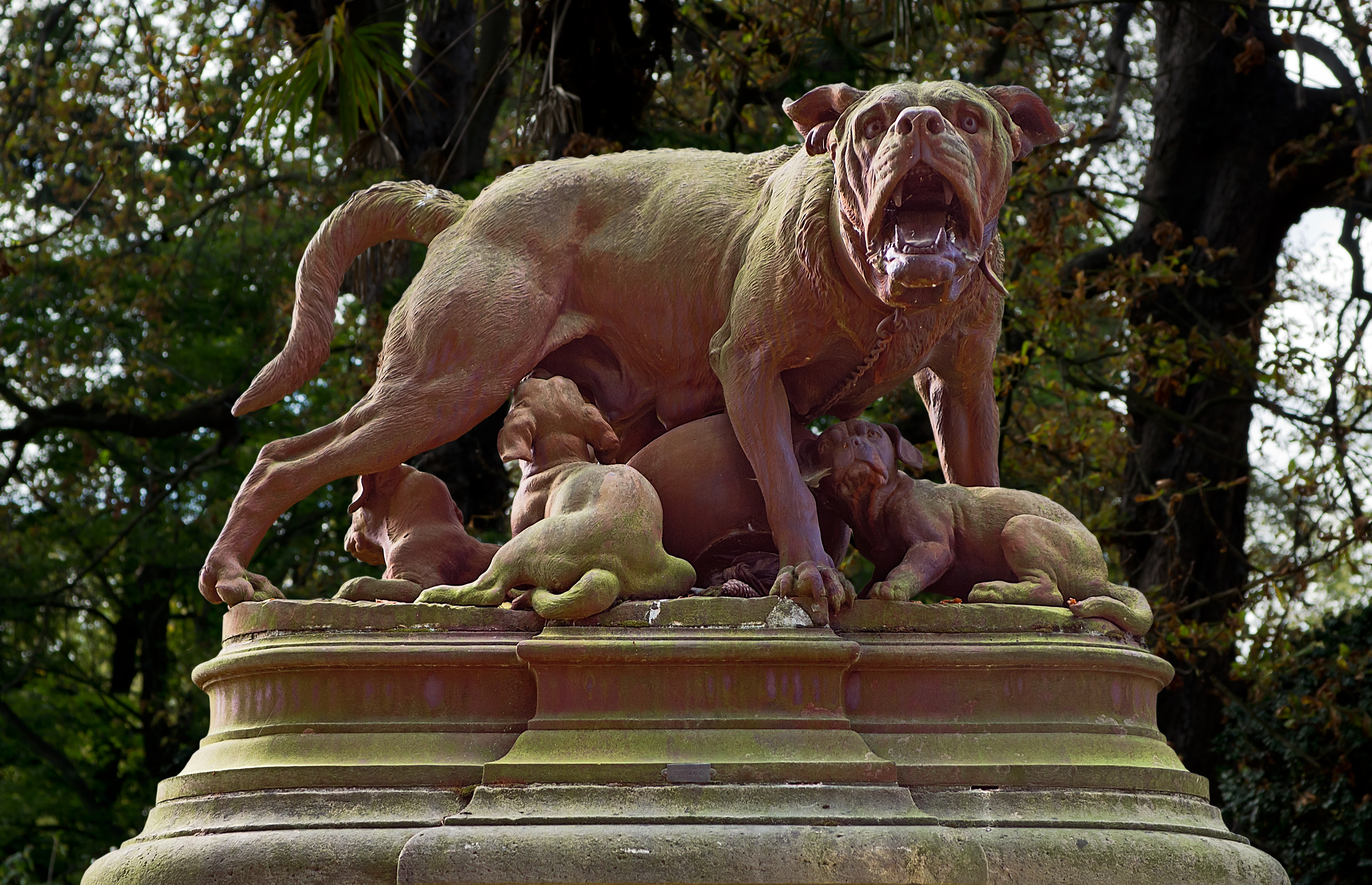
La Chienne (1865), Toulouse, jardin du Grand Rond.

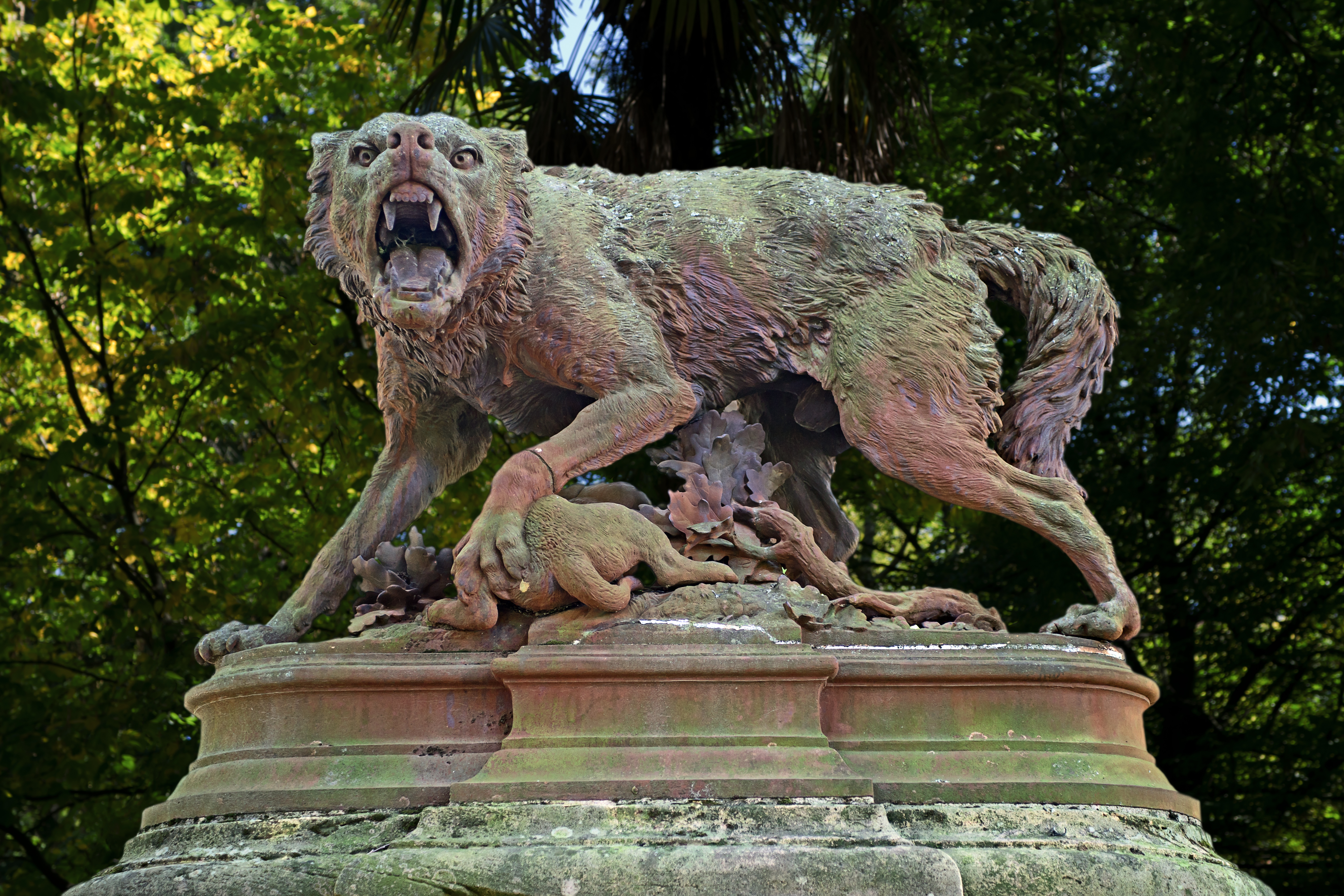
La Louve (1865), Toulouse, jardin du Grand Rond.

En 1832, il est l'un des tout premiers élèves de Georges Jacquot dans la nouvelle classe de sculpture à l'École royale gratuite de dessin et de mathématiques (l'actuelle École nationale supérieure des arts décoratifs de Paris). En 1837, il entre à l'École des beaux-arts de Paris où il est l'élève de Jean-Pierre Cortot. Il devient ensuite professeur de sculpture et d'anatomie à l'École de dessin et de mathématiques de 1840 à 1881, où il eut notamment comme élève le sculpteur animalier François Pompon.
Il y est également professeur d'anatomie comparée, après avoir été sculpteur pour le Muséum d'histoire naturelle, ce qui explique la précision de ses sculptures d'animaux qu'il aimait à considérer comme des portraits d'animaux.
Il dirige des équipes de sculpteurs pour les travaux menés au palais du Louvre sous la direction de Félix Duban, puis Lefuel. On lui doit la conception et une partie de la réalisation de la salle du manège, ainsi que le décor de la cour des écuries (actuelle cour Lefuel), notamment les groupes en bronze de combats d'animaux.
Par ailleurs, Rouillard réalise des sculptures, généralement animalières, pour de nombreux châteaux et les grands décors parisiens du XIXe siècle, entre autres au palais Garnier, à la fontaine Saint-Michel ou au tribunal de commerce de Paris. Il réalise également 24 groupes d'animaux destinés à la décoration du palais de Beylerbeyi à Constantinople.
Ses œuvres monumentales, en pierre ou en bronze, sont reproduites en fonte de fer pour le décor de parcs et lieux publics, comme au jardin du Grand Rond à Toulouse.
Rouillard est aussi célèbre pour ses modèles confiés aux grands orfèvres du XIXe siècle, comme Froment-Meurice ou Christofle. Il fournit des modèles pour des trophées de prix de concours agricoles, ainsi que des pièces prestigieuses comme de grands surtouts de table, tel celui du palais des Tuileries,.
Il est décoré des palmes académiques et nommé chevalier de la Légion d'honneur. 
Mort sans enfant en 1881, Pierre Louis Rouillard est inhumé au cimetière d'Issy. La guerre de 1870 détruisit la quasi-totalité de ses modèles en plâtre ou terre. Ce qui restait fut égaré et détruit dans les réserves de l'École des arts décoratifs de Paris, la dernière vague de destruction datant de 1968.
Un catalogue raisonné des œuvres de Pierre Louis Rouillard est inclus dans la thèse de Bernard-Yves Cochain sur cet artiste sous la direction d'Anne Pingeot en 1997.

## Œuvres

### Œuvres dans les collections publiques
En France
- Arles, Lions de l'ancien pont de chemin de fer de la ligne d'Arles à Lunel.
- Maisons-Laffitte, hippodrome : Cheval Dollar, 1868, bronze.
- Paris :
  - musée d'Orsay, parvis : Cheval à la herse, 1878, fonte de fer[4].
  - palais du Louvre, cour Lefuel : La Chienne et La Louve, 1858, groupes en bronze.
- Saint-Honoré-les-Bains, château de la Montagne : La Chasse au Sanglier, 1841, groupe en terre cuite, dont le socle est orné de bas-reliefs en terre cuite.
- Toulouse, jardin du Grand Rond : La Chienne et La Louve, groupes en fonte de fer.

En Turquie
- Istanbul, palais de Beylerbeyi : Lion assis, 1864, marbre.

Au Portugal
- Sintra, quinta da régalera : Lion marbre

### Éditions en fonte
Par la fonderie d'art du Val d'Osne, en fonte de fer :
- Le Cerf d'Europe, à Senlis, Gien, Le Vésinet, Saint-Gervais-les-Bains ;
- Le Cerf d'Amérique, notamment à Mexico et au Lister Park (en) à Bradford.